# 연기군
연기군(燕岐郡)은 1914년부터 2012년 6월 30일까지  대한민국 충청남도의 동부에 있었던 군이다. 연기군은 남쪽으로 대전광역시 유성구, 동쪽으로 충청북도 청원군(현 청주시), 서쪽으로 충청남도 공주시, 북쪽으로 충청남도 천안시와 경계를 접하고 있었다. 높은 산이 없고 평평한 지형이며, 금강과 미호천이 흐른다. 금남면과 남면, 동면 일대에 행정중심복합도시가 건설되며, 군역(郡域) 전체가 2012년 7월 1일 세종특별자치시로 편입되어 폐지되었다.

## 역사
| Daedongyeojido (Gyujanggak) 15-04.jpg |  |
|                                       |  |

원래 이 지역은 백제의 땅이었으며, 당시 불리던 이름은 두잉지현이었다. 남북국 시대에는 웅주에 속했다. 고려 시대에는 청주목에 속했다.
조선 태종 14년(1414년)에는 전의현과 연기현을 합하여 전기현으로 하였다가 1416년에 각각 환원하였다. 1680년(숙종 6년) 고을 사람 만설(晩說)이 역모하였다 하여 잠시 현을 폐지하고 문의현에 합쳤다가 1685년에 다시 두었다.
대동지지(1866년)에 의하면 당시 현내(縣內)면, 동일(東一)면, 동이(東二)면, 남서(南西)면, 북일(北一)면, 북이(北二)면, 북삼(北三)면이 있었다.
1895년 전국을 23부로 나눌 때에는 공주부에 속했고, 1896년 13도제 실시 이후에는 충청남도에 속했다. 1914년 일제의 부·군·면 통폐합으로 전의군(현 소정면, 전의면, 전동면)과 공주군의 일부(현 금남면 일원과 연기면의 일부)가 연기군에 편입되었다.
- 1895년 : 연기군은 공주부에 속해 있었고, 남면 연기리에 군청을 두었다. 당시 연기리의 명칭은 교촌리였다.
- 1911년 : 군청이 남면에서 북면(현 조치원읍)으로 옮겨졌다.
- 1914년 4월 1일 : 연기군, 전의군, 공주군 일부(명탄, 양아리)를 연기군으로 통폐합하였다.[1]

| 조선총독부령 제111호 | |             |                                                                                                |
| 구 행정구역          | 구 행정구역 | 신 행정구역 | 신 행정구역                                                                                    |
| 연기군               | 동일면(東一面) | 동면        | 갈산리, 명학리, 용호리, 응암리, 합강리                                                         |
| 연기군               | 동이면(東二面) | 동면        | 내판리, 노송리, 예양리, 문주리, 송용리                                                         |
| 연기군               | 북일면(北一面) | 북면        | 내창리, 동리, 번암리, 신동리, 조치원리, 죽내리                                                 |
| 연기군               | 북이면(北二面) | 북면        | 고북리, 성제리, 쌍전리, 월하리                                                                 |
| 연기군               | 북이면(北二面) | 서면        | 봉암리                                                                                         |
| 연기군               | 서면(西面) 국촌리/대박리/독동리/후덕리, 기룡리/동산리/효교리/은동리/신림리/봉강리 일부/백룡리 일부, 오룡리/(군내면) 부동리/치암리, 우덕리/행화리/신대리/용동리/화동리/봉강리 일부 송서리/송현리/생천리/월정리/쌍류리, 서계리/와촌리/효방리/은암리/중암리/반암리, 용암리/백룡리 일부, 청라리/행정리/망북리                                                                              | 서면        | 국촌리, 기룡리, 부동리, 신대리, 쌍류리, 와촌리, 용암리, 청라리                                 |
| 연기군               | 남면(南面) | 남면        | 갈운리, 고정리, 눌왕리, 방축리, 수산리, 양화리, 월산리, 진의리                                 |
| 연기군               | 군내면(郡內面) | 남면        | 교촌리, 보통리                                                                                 |
| 공주군               | 삼기면(三岐面) | 남면        | 송담리, 종촌리                                                                                 |
| 공주군               | 명탄면(鳴灘面) 달전리/신곡리/성리/치봉리 일부/(회덕군 구즉면) 신달전리, 신산리/대유산리/대박리 일부, 박산리/(회덕군 구즉면) 신동리 일부, 반곡리 일부, 반곡리 일부/봉기리 일부, 부용리/초오개리/봉기리 일부, 석교리, 반곡리 일부/석삼리 일부, 신대리/계양리/명촌리/유산리/서대리/영대리/상평리/대박리 일부, 연소리/황룡리/대기리/서복리/원각리                                          | 금남면      | 달전리, 대박리, 박산리, 반곡리, 봉기리, 부용리, 석교리, 석삼리, 영대리, 황용리                 |
| 공주군               | 양야리면(陽也里面) 장대리/감성리, 금천리/청사리/학봉리, 남곡리/수락리/(명탄면) 남곡리, 고사리/대평리/상거리/하거리, 두만리/산동리/(반포면) 용포리 일부, 중발리/흥룡리/점촌리/가동리 일부, 신촌리/화사리, 영치리/사양리/와룡리/내동리, 용포리/이암리/탑산리/팽목정리/가동리 일부, 장재리/금산리/(명탄면) 석삼리 일부, 구룡리/축산리/용곡리/상봉천/하봉천리, 호탄리/(명탄면) 석삼리 일부 | 금남면      | 감성리, 금천리, 남곡리, 대평리, 두만리, 발산리, 신촌리, 영치리, 용포리, 장재리, 축산리, 호탄리 |
| 공주군               | 반포면(反浦面) 신대리/평촌리/용담리/어득운리 일부 | 금남면      | 용담리                                                                                         |
| 전의군               | 군내면(郡內面) 모산리/구교리/동교리/상산직리/하산직리, 덕현리/동부리/남부리/북부리/서부리 | 전의면      | 동교리, 읍내리                                                                                 |
| 전의군               | 북면(北面) 상대부리/중대부리/하대부리/유동, 상노곡리/중노곡리/하노곡리, 역리 일부/맹곡리/(천안군 소동면)대사동/궁리/소정리/대야동/소자리 일부, 갈정리/한정리/양한곡리/음한곡리/신대리 | 전의면      | 관정리, 노곡리, 대곡리, 신정리                                                                 |
| 전의군               | 덕평면(德坪面) 내동/요곡리/광암리/평리/(북면)소정리, 운강리/부곡리/양리/당리 | 전의면      | 소정리, 운당리                                                                                 |
| 전의군               | 대서면(大西面) 산음리/관정리/천서리, 사사리/생송리, 장항리/고성리/원당리/삼성당리, 내오류리/외오류리/양안리/어천리/외운천리/(덕평면) 주점리 일부 | 전의면      | 서정리, 신흥리, 원성리, 유천리                                                                 |
| 전의군               | 소서면(小西面) 상사기소리/하사기소리, 사방리/다락리/신리, 부거곡리/용지리/상달전리/하달전리/금성리, 마산리/신암리/둔지리/양방이리/음방이리/(남면) 도산리, 당리/영성리/상만곡리/하만곡리, 양지리/압곡리/상세곡리/하세곡리 | 전동면      | 금사리, 다방리, 달전리, 신방리, 양곡리, 영당리                                                 |
| 전의군               | 동면(東面) 갈거리/죽엽리/이목리/상노장리/중노장리/하노장리, 지곡리/당리/미당리/수구리, 덕소리/(남면) 보평리/심천리, 고소치리/대동리/서방리, 상석곡리/중석곡리/하석곡리, 대치리/도청리/삼송정리/내배일리/외배일리 | 전동면      | 노장리, 미곡리, 보덕리, 봉대리, 석곡리, 청송리                                                 |
| 전의군               | 남면(南面) 저치리/개적리/상중송리/중송리/하송리, 송치리/성곡리/중리/각곡리/상수회리/하수회리, 상송리/대중송리/신대리/동곡리/사정리, 동막리/청산리/상청람리/하청람리 | 전동면      | 송곡리, 송성리, 송정리, 청람리                                                                 |
- 1917년 10월 1일 : 남면 교촌리를 연기리로 개칭하였고, 북면을 폐지하여 조치원리와 죽내리를 조치원면으로 신설하였고 나머지를 서면에 편입하였다.[2]
- 1931년 4월 1일 : 조치원면이 조치원읍으로 승격하였다.[3]
- 1940년 11월 1일 : 서면 일부가 조치원읍에 편입되었다.[4]

| 조선총독부령 제221호              |               |
| 구 행정구역                       | 신 행정구역   |
| 서면 내창리, 동리, 신동리, 번암리 | 조치원읍 일부 |
- 1973년 7월 1일 : 공주군 반포면 성덕리, 도암리, 영곡리를 금남면에 편입하였다.[5]

- 1987년 1월 1일 : 전동면 6개 리(금사, 다방, 달전, 신방, 양곡, 영당)를 전의면으로 편입하였다.
- 1995년 1월 1일 : 전동면에 충청북도 청원군 강외면(현 청주시 흥덕구 오송읍) 심중리를 편입시키고, 동면에서 갈산리가 충청북도 청원군 부용면(현 세종특별자치시 부강면)에 편입되었고 소정출장소가 소정면으로 승격하였다.
- 2005년 : 세종특별자치시 설치대상 지역으로 선정되었다.
- 2012년 7월 1일 : 세종특별자치시가 설치되어 폐지되었다.

## 지리
연기군은 충청남도의 동북부에 위치하여 동서로 21.6 km, 남북으로 34.9 km로 뻗어있었다. 동쪽은 충청북도 청원군(현재는 청주시로 통합), 서쪽은 공주시, 남쪽은 대전광역시 유성구, 북쪽은 천안시와 경계를 이루고 있었다. 경부선 철도와 국도 제1호선이 남북으로 종단하고, 국도 제36호선이 조치원읍과 종촌리(현 행복도시 위치)에서 국도 제1호선으로부터 청주와 공주 방향으로 각각 분기한다. 조치원역은 충북선 철도의 시점이며 동쪽으로 경부고속도로 및 경부고속선과 인접해 있고, 군의 서남쪽으로 2009년에 개통된 당진대전고속도로가 경유한다. 사통팔달의 편리한 교통망으로 어느 지역과도 쉽게 연결될 수 있고 미호강과 금강이 흐르며 산은 높지 않아 목야지, 과수원으로서 농산물의 재배에 적당하다.
온도는 연평균 13.1도로 한서의 차이가 다른 지역에 비하여 극심한 편이 아니다. 조치원읍과 위도가 비슷한 지역은 충청남도 홍성군, 경상북도의 문경시, 안동시 등이다.

## 행정 구역

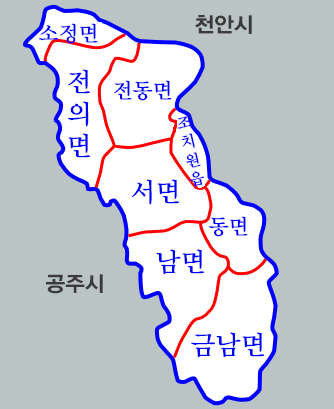
연기군 행정 지도

1읍 7면, 203리 1018반으로 편제되어 있었다. 군청은 조치원읍에 있었다. 인구 최고치는 1960년의 10만2914 명이었다.
| 읍·면    | 한자     | 법정리 |
| -------- | -------- | --- |
| 조치원읍 | 鳥致院邑 | 신흥리, 신안리, 서창리, 봉산리, 번암리, 죽림리, 침산리 원리, 평리, 상리, 정리, 명리, 교리, 남리                                                                                              |
| 동면     | 東面     | 내판리, 예양리, 송용리, 명학리, 응암리, 용호리, 합강리, 문주리, 노송리 |
| 서면     | 西面     | 고복리, 부동리, 국촌리, 봉암리, 성제리, 쌍류리, 신대리, 청라리, 와촌리 기룡리, 월하리, 쌍전리, 용암리                                                                                        |
| 남면     | 南面     | 연기리, 종촌리, 눌왕리, 나성리, 방축리, 진의리, 월산리, 양화리 송원리, 고정리, 송담리 |
| 금남면   | 錦南面   | 용포리, 황용리, 부용리, 달전리, 감성리, 두만리, 영대리, 발산리, 용담리, 영치리 금천리, 반곡리, 도암리, 축산리, 대박리, 박산리, 석교리, 봉기리, 석삼리, 장재리 신촌리, 영곡리, 성덕리, 남곡리 |
| 전동면   | 全東面   | 노장리, 미곡리, 송성리, 청송리, 청람리, 심중리, 보덕리, 송곡리 |
| 전의면   | 全義面   | 읍내리, 동교리, 노곡리,신정리,영당리, 서정리, 원성리, 신흥리, 유천리, 관정리, 양곡리 |
| 소정면   | 小井面   | 소정리, 대곡리, 운당리, 고등리 |

## 행정중심복합도시
2012년 7월 1일에 세종특별자치시가 연기군 전체 면적과 공주시 장기면, 반포면 및 충청북도 청원군 부용면 일원에 설치되었다. 2008년 4월의 계획에 따르면 세종시 면적의 93.3%는 연기군 지역이며, 이는 연기군 전체 면적의 18.8%에 해당한다. 2012년에 행정기관 입주가 시작되어 2014년에 완료되었다. 행정중심복합도시건설청은 금남면 대평리에 있고, 금남면 호탄리에 세종특별자치시청이 들어섰다. 대전광역시와 밀접한 생활권을 형성하고 있다.

## 역대 군수
| 비고 | 대수     | 이름           | 임기                                |
| ---- | -------- | -------------- | ----------------------------------- |
| 관선 | 초대     | 정낙훈(鄭樂勳) | 1945년 9월 2일 ~                    |
| 관선 | 2대      | 김지환         | 1948년 8월 15일 ~ 1950년 11월 1일   |
| 관선 | 3대      | 임영재(任英宰) | 1950년 11월 2일 ~ 1954년 9월 5일    |
| 관선 | 4대      | 정범호(鄭範好) | 1954년 9월 26일 ~ 1955년 4월 20일   |
| 관선 | 5대      | 오익순         | 1955년 4월 21일 ~ 1955년 6월 30일   |
| 관선 | 6대      | 김진석(金振錫) | 1955년 7월 1일 ~ 1959년 1월 23일    |
| 관선 | 7대      | 이종호(李鍾鎬) | 1959년 1월 24일 ~ 1960년 5월 12일   |
| 관선 | 8대      | 이승규(李承圭) | 1960년 5월 13일 ~ 1960년 11월 23일  |
| 관선 | 9대      | 이선규         | 1960년 11월 24일 ~ 1961년 6월 25일  |
| 관선 | 10대     | 한상욱(韓相彧) | 1961년 6월 26일 ~ 1963년 3월 12일   |
| 관선 | 11대     | 최석근         | 1963년 3월 13일 ~ 1964년 10월 26일  |
| 관선 | 12대     | 송희섭(宋喜燮) | 1964년 10월 27일 ~ 1966년 2월 18일  |
| 관선 | 13대     | 송우빈(宋佑彬) | 1966년 2월 19일 ~ 1968년 7월 28일   |
| 관선 | 14대     | 설일진(薛一鎭) | 1968년 7월 29일 ~ 1970년 3월 3일    |
| 관선 | 15대     | 류웅렬(柳雄烈) | 1970년 3월 4일 ~ 1971년 8월 23일    |
| 관선 | 16대     | 김영석(金栄錫) | 1971년 8월 24일 ~ 1973년 5월 7일    |
| 관선 | 17대     | 김홍식(金泓植) | 1973년 5월 8일 ~ 1975년 9월 2일     |
| 관선 | 18대     | 조천식(趙天植) | 1975년 9월 3일 ~ 1976년 3월 18일    |
| 관선 | 19대     | 양후석(梁厚錫) | 1976년 3월 19일 ~ 1979년 7월 4일    |
| 관선 | 20대     | 박진수(朴鎭洙) | 1979년 7월 5일 ~ 1980년 8월 17일    |
| 관선 | 21대     | 홍남식         | 1980년 8월 18일 ~ 1981년 7월 19일   |
| 관선 | 22대     | 정하용         | 1981년 7월 21일 ~ 1982년 9월 18일   |
| 관선 | 23대     | 조광휘(趙光彙) | 1982년 9월 19일 ~ 1983년 4월 10일   |
| 관선 | 24대     | 이병오(李炳五) | 1983년 4월 13일 ~ 1985년 3월 10일   |
| 관선 | 25대     | 박천수(朴千洙) | 1985년 3월 11일 ~ 1987년 4월 13일   |
| 관선 | 26대     | 이종현(李鍾賢) | 1987년 4월 14일 ~ 1988년 6월 11일   |
| 관선 | 27대     | 강희복(姜熙福) | 1988년 6월 12일 ~ 1991년 1월 14일   |
| 관선 | 28대     | 한준수(韓峻洙) | 1991년 1월 15일 ~ 1992년 7월 4일    |
| 관선 | 29대     | 권오창(權五昌) | 1992년 7월 5일 ~ 1994년 2월 6일     |
| 관선 | 30대     | 서용석(徐龍錫) | 1994년 2월 7일 ~ 1995년 6월 30일    |
| 민선 | 31대     | 홍순규(洪淳珪) | 1995년 7월 1일 ~ 1998년 6월 30일    |
| 민선 | 32대     | 홍순규(洪淳珪) | 1998년 7월 1일 ~ 2002년 6월 30일    |
| 민선 | 33대     | 이기봉(李基鳳) | 2002년 7월 1일 ~ 2006년 6월 30일    |
| 민선 | 34대     | 이기봉(李基鳳) | 2006년 7월 1일 ~ 2007년 10월 11일   |
| 민선 | 직무대리 | 최무락(崔武洛) | 2007년 10월 12일 ~ 2007년 11월 12일 |
| 민선 | 직무대리 | 박영수         | 2007년 11월 13일 ~ 2007년 12월 20일 |
| 민선 | 35대     | 최준섭(崔俊燮) | 2007년 12월 21일 ~ 2008년 9월 1일   |
| 민선 | 직무대리 | 박영수         | 2008년 5월 26일 ~ 2008년 6월 9일    |
| 민선 | 직무대리 | 남궁주         | 2008년 6월 10일 ~ 2008년 10월 30일  |
| 민선 | 36대     | 유한식(兪漢植) | 2008년 10월 31일 ~ 2010년 6월 30일  |
| 민선 | 37대     | 유한식(兪漢植) | 2010년 7월 1일 ~ 2012년 2월 28일    |
| 민선 | 직무대리 | 윤호익         | 2012년 2월 29일 ~ 2012년 6월 30일   |